# CD Cuautla

Vereinswappen

Der Club Deportivo Cuautla ist ein mexikanischer Fußballverein aus dem Bundesstaat Morelos südlich von Mexiko-Stadt. Bereits 1955 stieg der erst 1952 gegründete Verein aus der Stadt Cuautla, in der sich das Grabmal des mexikanischen Volkshelden Emiliano Zapata befindet, in die erste Liga auf. Dabei profitierte der Verein von der Einladung zu einem Sonderturnier, das die FMF aus Gründen der Erweiterung der Primera División von vormals 12 auf zukünftig 14 Mannschaften einberufen hatte und in dem sich der CD Cuautla als Gruppendritter noch gerade so durchsetzen konnte. 

## Geschichte
Der Verein spielte vier aufeinander folgende Jahre im Fußball-Oberhaus und erreichte seine beste Platzierung mit dem achten Rang in der Saison 1956/57. Nach dem Abstieg im Sommer 1959 sollte ihm die Rückkehr in die erste Liga nicht mehr gelingen, wenngleich er 1972 und 1979 als Vizemeister der zweiten Liga jeweils nur knapp gescheitert war. 
In den letzten Jahren spielte das Team in der drittklassigen Segunda División, Zona Centro, wobei es letztmals 2004/05 unter seinem traditionellen Namen CD Cuautla angetreten war. In den letzten beiden Spielzeiten trug man die neue Bezeichnung Arroceros del CD Cuautla, wobei lediglich der bisherige Spitzname Arroceros (Reisbauern) in den Vereinsnamen aufgenommen wurde. 
Auch wenn sich die Erfolge insgesamt recht bescheiden ausnehmen, so darf man den Verein doch als den hinter dem CD Zacatepec – bei Nichtberücksichtigung des erst 1953 nach Morelos umgesiedelten und inzwischen nicht mehr existierenden Club Marte – traditionsreichsten Fußballverein von Morelos bezeichnen. Denn mit einer inzwischen 55-jährigen Vereinsgeschichte und einer immerhin vierjährigen Zugehörigkeit zum Fußballoberhaus hat er weit mehr vorzuweisen als die nur kurzzeitig existierenden Retortenvereine CF Cuernavaca und CF Oaxtepec, die beide beinahe schneller verschwunden sind als sie einst aufgetaucht waren.

## Bekannte Spieler
- Jaime Belmonte; einziger WM-Teilnehmer (1958) der Vereinsgeschichte.
- Héctor Herrera; Olympiasieger 2012, WM-Teilnehmer 2014 und 2018
- José Luis Lamadrid; WM-Teilnehmer 1954.